# Бомон, Стерлинг
Стерлинг Мартин Бомон (англ. Sterling Martin Beaumon; род. 2 июня 1995, Сан-Диего) ― американский актёр.

## Карьера
Бомон снимался в таких сериалах, как «Скорая помощь», «Кости», «Клиника», «Холостяк Гари», «Детектив Раш» и «Расследование Джордан». Он сыграл молодого Бенджамина Лайнуса в популярном сериале ABC «Остаться в живых».
Он также появился в сериале «Мыслить как преступник». Затем в сериале «Закон и порядок: Специальный корпус». Его мать сыграла актриса/продюсер Рита Уилсон. В 2012 году Бомон работал с Колином Фертом, Эмили Блант и Энн Хеч в фильме «Артур Ньюман, профессионал гольфа».
Бомон озвучил аниме «Огнём и мечом» и фильм «Астробой». Затем последовала роль Габриэля Уолрейвена в сериале «Красная вдова». Сериал выходил в эфир с марта по май 2013 года. В 2014 году он сыграл Линкольна Кнопфа в четвёртом и последнем сезоне сериала Netflix «Убийство».

## Личная жизнь
В 2015 году состоял в отношениях с актрисой, Келли Бёрглунд. 